# Board foot
Il board foot è una unità di misura specifica per il volume del legname, in uso negli Stati Uniti e in Canada. Corrisponde al volume di un piede quadrato e un pollice di spessore.
Il board foot può essere abbreviato in FBM (foot board measure), BDTF o BF. Mille board feet (feet è il plurale di foot) possono essere abbreviati in MFBM, MBFT, MBF.
In Australia e Nuova Zelanda era anche usato il termine "super foot" o "superficial foot".
Un board-foot equivale a:
- 1 ft × 1 ft × 1 in
- 12 in × 12 in × 1 in
- 144 in³
- 1⁄12 ft³
- 2360 cm³
- 2.360 litri
- 0.00236 metri cubi